# Europeiska rugbyförbundet
Europeiska rugbyförbundet (Fédération Internationale de Rugby Amateur – Association Européenne de Rugby, FIRA-AER) är rugby unions europeiska idrottsförbund. FIRA-AER är en underorganisation till Internationella rugbyförbundet IRB och bildades 1934.

## Medlemmar[2]
- Andorra
- Armenien
- Azerbajdzjan
- Belgien
- Bosnien och Hercegovina
- Bulgarien
- Cypern
- Danmark
- England
- Estland
- Finland
- Frankrike
- Georgien
- Grekland
- Island
- Irland
- Israel
- Italien
- Kroatien
- Lettland
- Liechtenstein
- Litauen
- Luxemburg
- Malta
- Moldavien
- Monaco
- Nederländerna
- Norge
- Polen
- Portugal
- Rumänien
- Ryssland
- San Marino
- Serbien
- Schweiz
- Skottland
- Slovenien
- Spanien
- Sverige
- Tjeckien
- Tyskland
- Ukraina
- Ungern
- Wales
- Österrike